# Mayans M.C. (5.ª temporada)
A quinta e última temporada de Mayans M.C., uma série de televisão de drama policial produzida pela FX, estreou nos Estados Unidos em 24 de maio de 2023 e terminou em 19 de julho de 2023, consistindo em 10 episódios. A série foi criada por Kurt Sutter e Elgin James e se passa no mesmo universo fictício de Sons of Anarchy. Ela lida com os rivais dos Sons, o Mayans Motorcycle Club.

## Elenco e personagens

### Principais
- J. D. Pardo como Ezekiel "EZ" Reyes, o presidente do Mayans M.C. de Santo Padre e irmão do membro do clube Angel Reyes.
- Clayton Cardenas como Angel Reyes, o irmão de EZ e Él Secretario do Mayans M.C. de Santo Padre.
- Sarah Bolger como Emily Thomas, a namorada de infância de EZ, que agora é casada com Miguel Galindo e mãe de seu filho pequeno. Ela se separou de Miguel depois que ele tentou matá-la, mas foi forçada a voltar para ele para evitar a perda de seu filho.
- Michael Irby como Obispo "Bishop" Losa, o vice-presidente – e ex-presidente – do Mayans M.C. de Santo Padre.
- Carla Baratta como Luisa "Adelita" Espina, que quando criança viu sua família morrer nas mãos do Cartel Galindo. Ela tem um filho com Angel Reyes.
- Danny Pino como Miguel Galindo, o filho do fundador do Cartel Galindo, José Galindo.
- Edward James Olmos como Felipe Reyes, o outrora forte patriarca mexicano e pai de Angel e EZ.
- Emilio Rivera como Marcus Álvarez, o ex-assessor de Miguel Galindo, ex-presidente do Mayans M.C. de Oakland e Santo Padre, e presidente nacional dos Mayans M.C. Ele também é primo de Bishop. Ele foi expulso de seu cargo no Santo Padre no final da 4ª temporada.
- Frankie Loyal como Hank "El Tranq" Loza, o ex-lutador e El Pacificador (Sgt-de-Armas) do Mayans M.C. de Santo Padre.
- Joseph Lucero como Neron "Creeper" Vargas, um ex-viciado de Los Angeles e Capitan Del Camino (Capitão-de-Estrada) do Mayans M.C. de Santo Padre.
- Vincent Vargas como Gilberto "Gilly" Lopez, um ex-guarda florestal do Exército dos EUA e um lutador de artes marciais mistas (MMA) de boa índole e um membro do Mayans M.C. de Santo Padre.
- JR Bourne como Isaac Packer, o presidente do SAMDINO e um ex-Nomad que se tornou o líder de uma comunidade de drogas baseada fora de Santo Padre em um acampamento apelidado de "Meth Mountain". Ele foi anteriormente excomungado de SAMDINO por seu irmão mais velho e ex-presidente, Les Packer, devido à sua natureza instável.

### Recorrentes
- CM Punk como Paul, um ex-guarda-florestal do Exército dos EUA e amigo íntimo de Gilly.[5]

## Episódios
| N.º na série | N.º na temp. | Título | Dirigido por     | Escrito por                  | Exibição original   | Cód. de produção | Audiência (milhões) |
| ------------ | ------------ | --- | ---------------- | ---------------------------- | ------------------- | ---------------- | ------------------- |
| 41           | 1            | "I Hear the Train A-Comin" "(Ouço o Trem Chegando)" (BR)                                                                            | Elgin James      | Elgin James                  | 24 de maio de 2023  | 5WBD01           | 0.56                |
| 42           | 2            | "Lord Help My Poor Soul" "(Senhor, Ajude Minha Pobre Alma)" (BR)                                                                    | Brett Dos Santos | Jenny Lynn                   | 24 de maio de 2023  | 5WBD02           | 0.41                |
| 43           | 3            | "Do You Hear the Rain" "(Está Ouvindo a Chuva?)" (BR)                                                                               | Danny Pino       | Vivian Tse                   | 31 de maio de 2023  | 5WBD03           | 0.40                |
| 44           | 4            | "I See the Black Light" "(Vejo a Luz Negra)" (BR)                                                                                   | J. D. Pardo      | Meredith Danluck             | 7 de junho de 2023  | 5WBD04           | 0.40                |
| 45           | 5            | "I Want Nothing but Death" "(Não Quero Nada Além de Morte)" (BR)                                                                    | Elgin James      | Sean Varela                  | 14 de junho de 2023 | 5WBD05           | 0.42                |
| 46           | 6            | "My Eyes Filled and Then Closed on the Last of Childhood Tears" "(Meus Olhos se Encheram com as Últimas Lágrimas da Infância)" (BR) | Allison Anders   | Miriam Hernandez             | 21 de junho de 2023 | 5WBD06           | 0.45                |
| 47           | 7            | "To Fear of Death, I Eat the Stars" "(Com Medo da Morte, Eu Como as Estrelas)" (BR)                                                 | Elgin James      | Vivian Tse                   | 28 de junho de 2023 | 5WBD07           | 0.49                |
| 48           | 8            | "Her Blacks Crackle and Drag" "(Estala e Arrasta)" (BR)                                                                             | Brett Dos Santos | Sean Varela & Vincent Vargas | 5 de julho de 2023  | 5WBD08           | 0.53                |
| 49           | 9            | "I Must Go in Now For the Fog is Rising" "(Devo Entrar Agora, Pois o Nevoeiro Está Subindo)" (BR)                                   | Elgin James      | Jenny Lynn                   | 12 de julho de 2023 | 5WBD09           | 0.52                |
| 50           | 10           | "Slow to Bleed Fair Son" "(Lento para Sangrar)" (BR)                                                                                | Elgin James      | Elgin James & Sean Varela    | 19 de julho de 2023 | 5WBD10           | 0.49                |

## Produção
Em julho de 2022, a série foi renovada para uma quinta temporada. Em janeiro de 2023, foi anunciado que a série terminaria após a quinta temporada.